# Італійський сад доби відродження

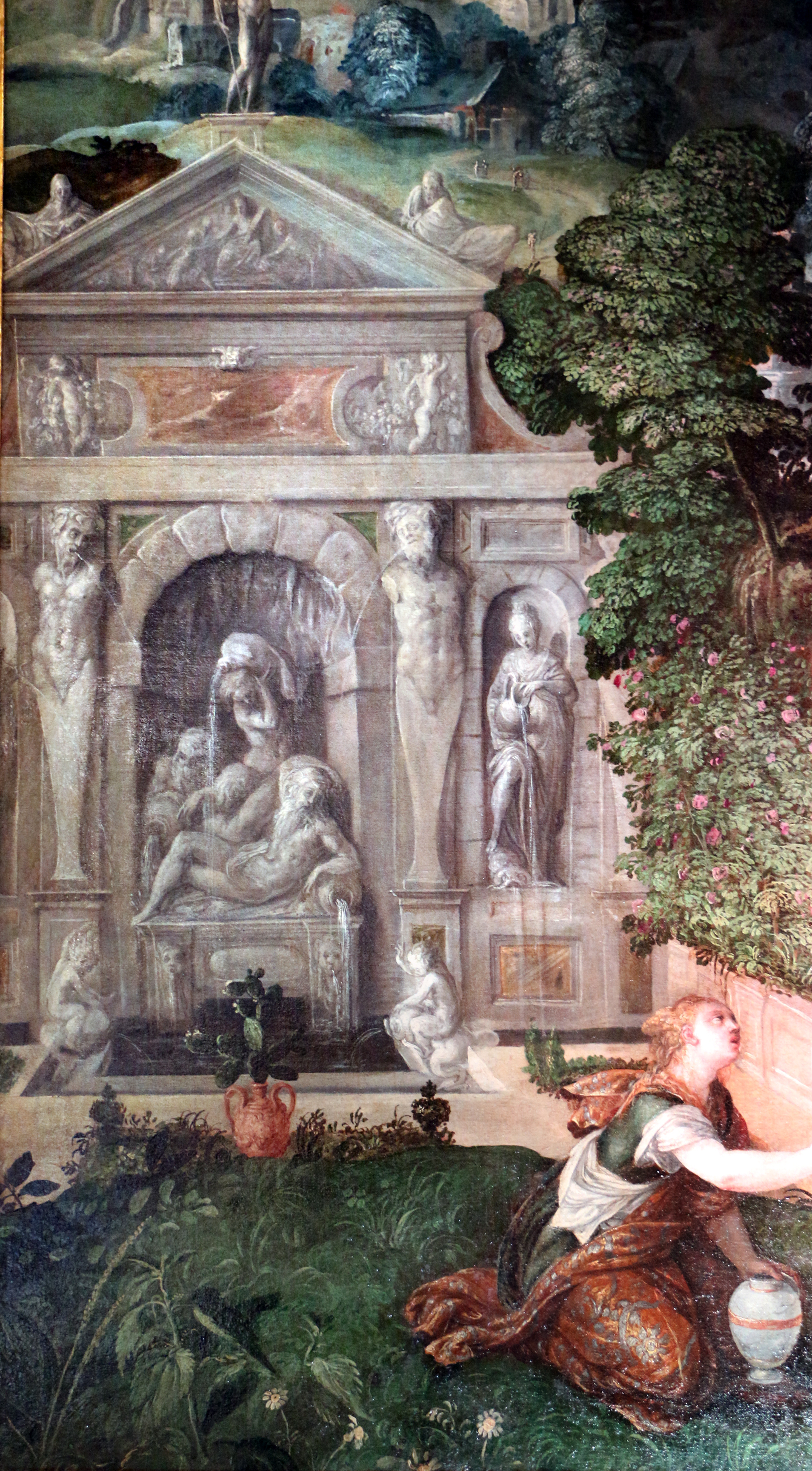
Лодовіко Поццосеррато. «Христос садівник» або «Не торкайся мене», Галерея Колонна, Рим. Сад і фонтан доби маньєризму, фрагмент картини

Італійський сад доби відродження  (англ. Italian Renaissance garden) — важлива галузь культури і мистецтва Італії XV-XVI ст., що була натхнена античними ідеалами, передовсім давньоримськими зразками, котрі некритично сприймали як світлі і гідні наслідування.

## Загальна інформація

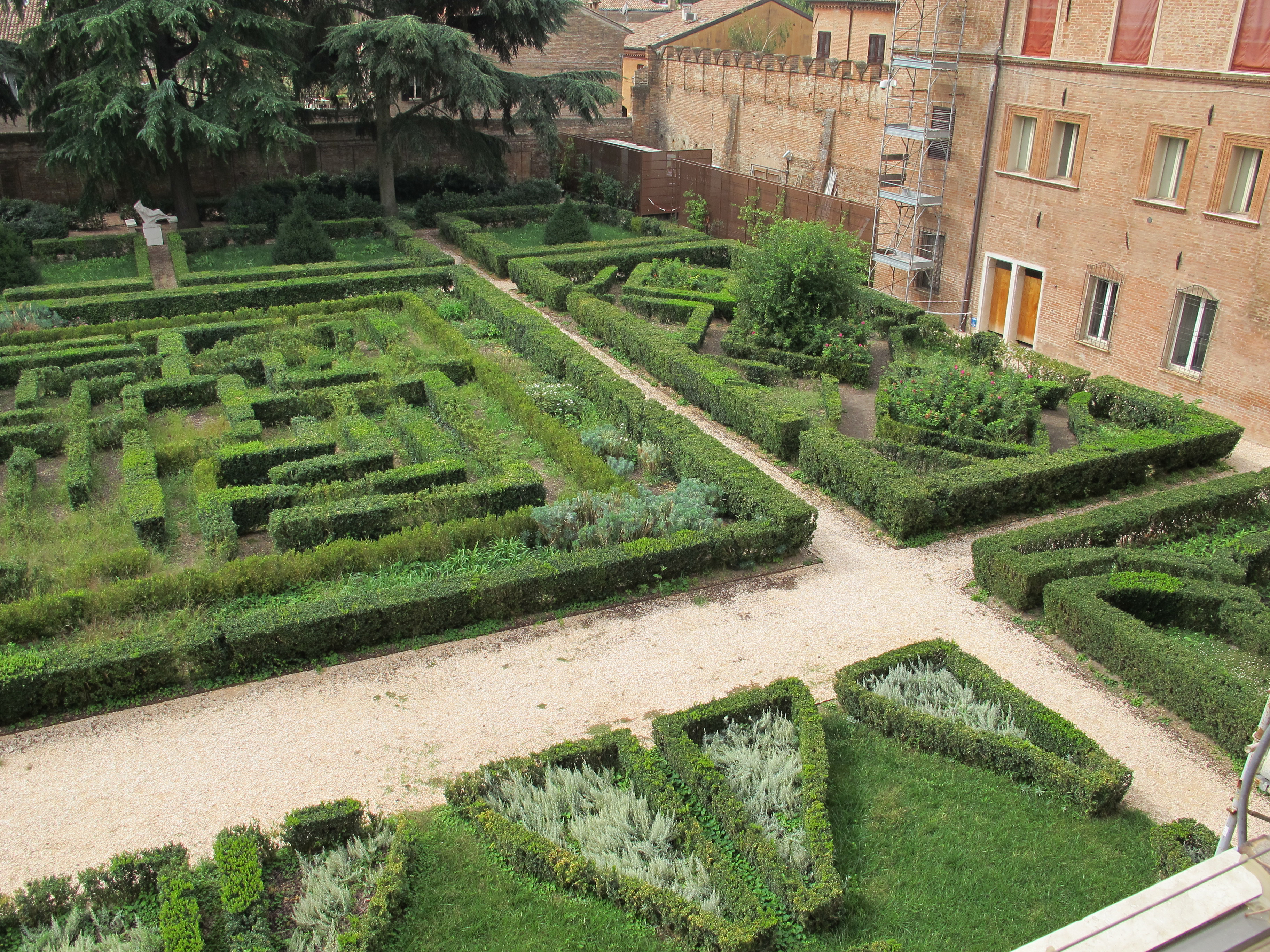
Феррара, колишній палаццо Костабілі, відновлений сад відродження, фото 2013 р.

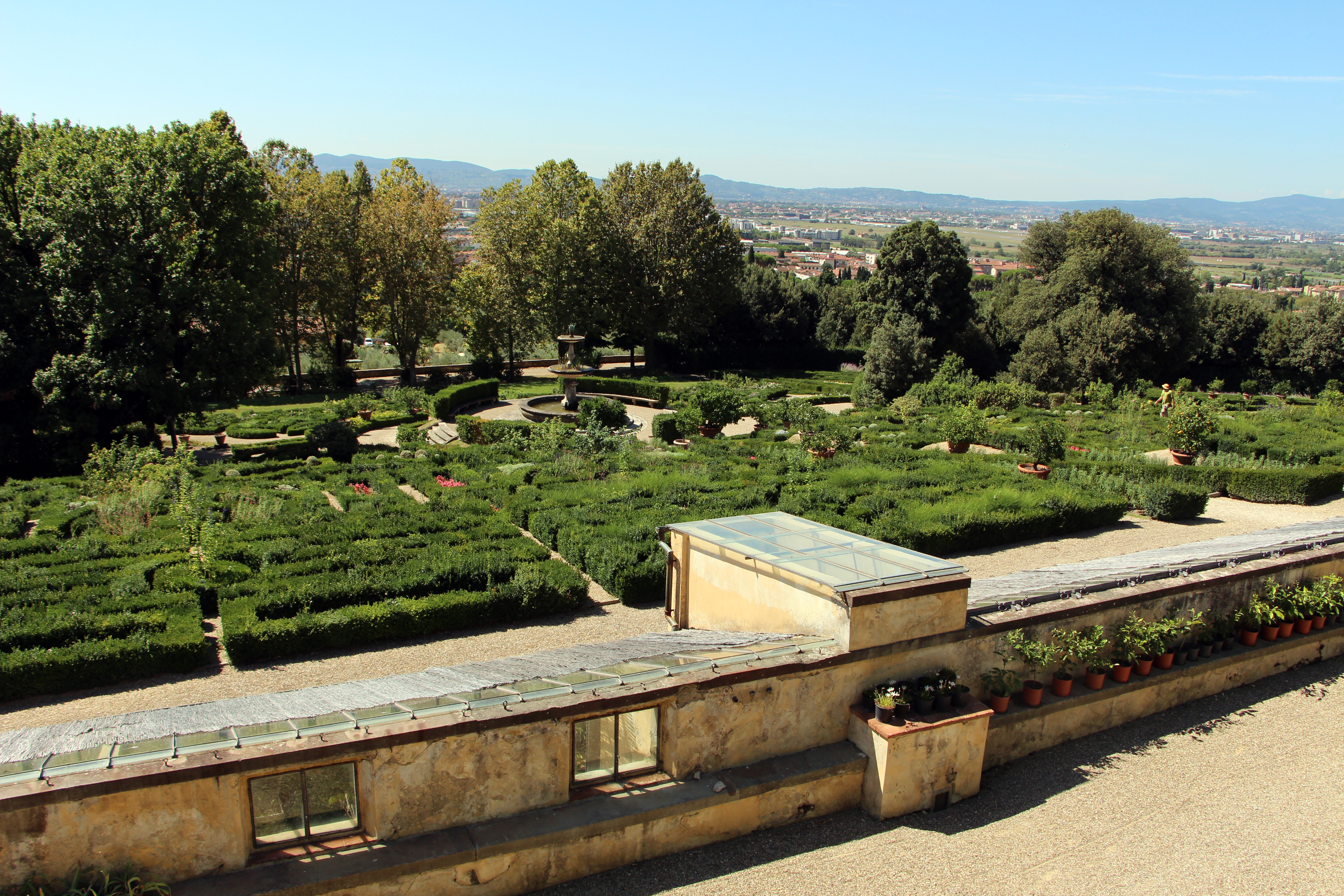
Відновлений сад вілли Петрайя, фото 2014 р.

Сади Відродження були ще невеличкі за розмірами, позбавлені пишноти. Використовували фонтан зі скульптурою, лави, боскети, горщики з лимоновими деревами. На ранньому етапі фонтан зі скульптурою згуртовував навколо себе більшу частину садових елементів, котрих ще не було багато.
Над усім домінував палац чи вілла. Тераси ще не підкорені єдиному художньому задуму, одна одній і палацу. Тісніва в міських фортечних стінах не дозволяла створювати сади в містах і вони первісно виникають на околицях (сади Боболі у Флоренції) або в сільській місцевості. Вже в садах Стародавнього Риму знали про фігурне вистриження рослин, про велике значення води в саду (струмки, канали, фонтани), в садах ставили скульптури та будували первісні павільйони. В Середньовіччя сади спростили і за функціями, і за розплануванням. Найкращі риси давньоримських садів відродили італійці доби відродження. Садівником-практиком був вже поет Франческо Петрарка, хоча сади його часу ще зберігали спрощене розпланування.
Звістку про перший дизайн декоративного саду в текстах доби відродження знайдено в творі Альберті (1404—1472) «Десять книг з архітектури», впливового теоретика культури італійського відродження 15 ст. Альберті звернувся до текстів Вітрувія, Плінія старшого, котрих цитував як авторитетів для себе і своїх послідовників.

## Сад Вілли Кареджи
Козімо Медічі старший (1389—1464) отримав у спадок віллу з невеличким садом в місцині Кареджи поблизу Флоренції. Він дав наказ декільком скульпторам і архітекторам перепланувати і декорувати сад. Садові доріжки облямували кипарисами, міртовими деревами, висадили запашні квіти і трави. Начитавшись уривків давньоримських письменників, Марсіліо Фічіно почав копіювати стародавніх римлян, читав в цьому саду у голос античні вірші і водночас бринькав на лірі. Некритичні запозичення йшли на повну міць. Розчулений Медічі подарував цей маєток із садом — Марсіліо, як стародавній римлянин — рабу або клієнту багатія…

## Повний опис саду Ручеллаі
Альберті не тільки розробляв тези культурних феноменів, а й надавав практичні поради. Так, сад вілли Краваккі і його розпланування були створені володарем вілли Джованні Ручеллаі за порадами Альберті. Гордий володар навіть створив опис власного саду і його частин, приділивши увагу його пропорціонуванню, геометричності і симетрії, опису фігурно вистріжених рослин і красі. Цей твір мимоволі став найбільш повним описом тосканського декоративного саду доби кватроченто.

## Сад вілли Медічі в Поджо а Кайяно

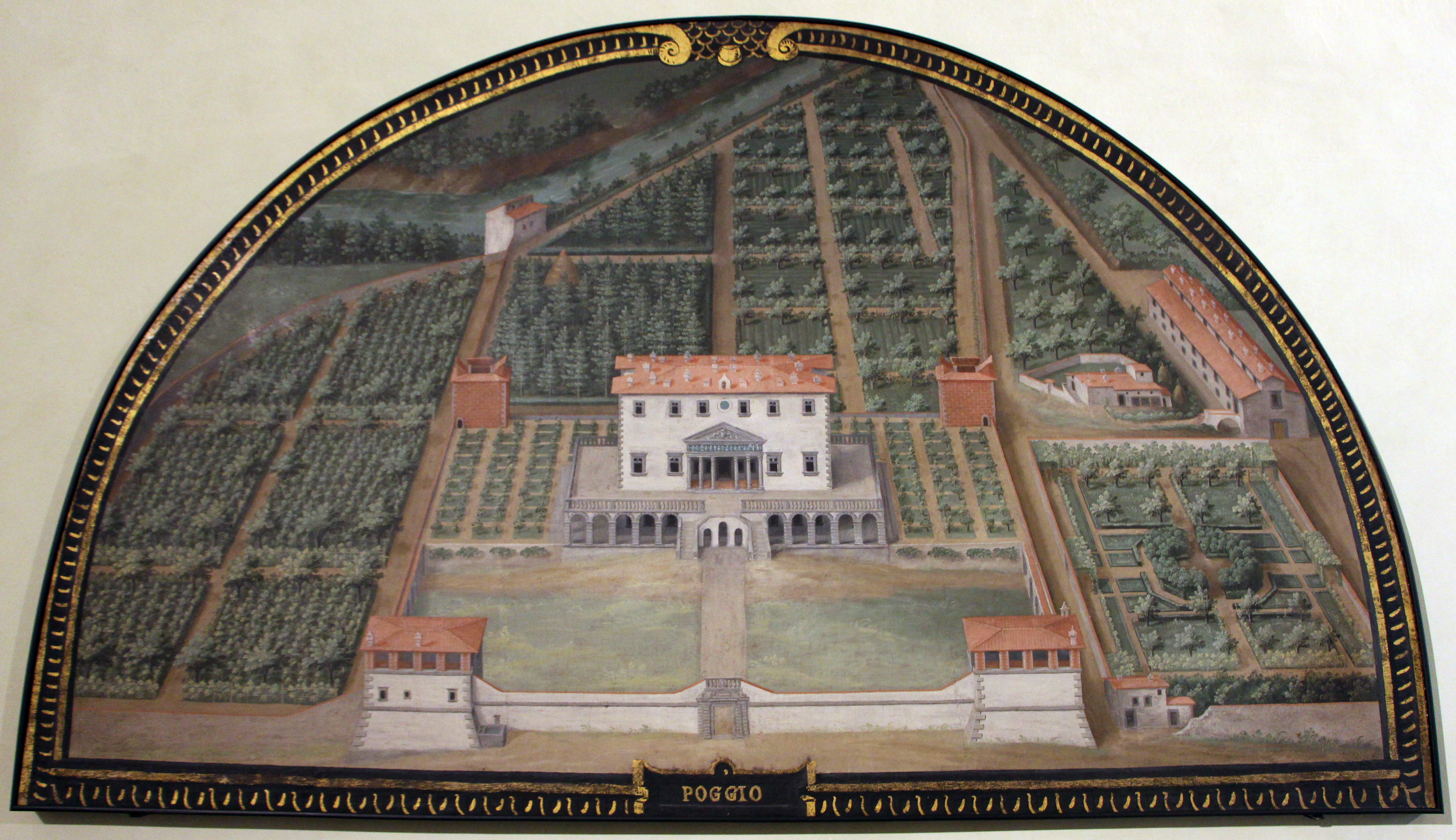
Худ. Джусто Утенс. Сади у Поджо а Кайяно, картина до 1602 р.

Таємним важелем політики родини Медічі (разом із фальшивою підтримкою республіканської форми правління) була підтримка культури і мистецтва в місті Флоренція. Родина Медічі знайшла і знала слабкості флорентійського гонору і почала вдало їх використовувати. Прихована політика спрацювала до кінця 15 ст., хоч і не уберегла ні миру у Флоренції, ні місто від релігійної диктатури Джироламо Савонароли, ні від вигнання роду Медічі з Флоренції.
Тим не менше зразковий сад в добу кватроченто створив не Ручеллаі, а Лоренцо Пишний (1549—1492) наприкінці 1580-х і приблизно до 1490 року на його віллі у Поджо а Кайяно. Біля палацика створили галявину (prato), за нею симетричні партери, кордони котрих візуально фіксували деревця. Сад мав висаджені оливи, лаври, дерева хвойних порід, що створювали невеличкі гаї (boschi, від них походить садівничий термін боскет). В плані сад мав своєрідну мережу, накинуту на тамтешній ландшафт і несиметричну земельну ділянку біля річки. Володар вілли з садом і клієнти з оточення швидко міфологізували сад і почали називати його Аркадія.
Декоративний сад в Поджо а Кайяно мав центричне розпланування і нагадував садок у монастирському дворику, був малим, інтимним і наближеним до масштабу реальної людини. Ніяких фонтанів і ніякої величі. Вся ділянка мала центральну вісь, але вона була ще слабко підкреслена. І декоративний сад був розпланований не на центральній осі, а збоку, мав невеликі розміри, наче ілюстрація до розмежування саду на частини декоративну і частину прагматичну. Плодовий сад тут переважав і головував на земельній ділянці.
Ранні сади неоплатоніків у Тоскані майже не мали декору у вигляді скульптур, бо на відміну від середньовічного Риму їх тут збереглось мало. Зате гурток неоплатоніків, що пристрасно читав римських літераторів, обома пригоршнями черпав ідеї і образи садів Стародавнього Риму і переносив літературні образи у реальність. Не мав скульптурного декору і первісний садок у Поджо а Кайяно.
Наприкінці 15 ст. тосканські сади доби відродження розвинулись і набули певних рис (пропорціонування, геометризм, симетрія, надання переваги певним рослинам, що добре витримують стрижку). Водночас вони ще відокремлені від оточення парканами чи мурами, як сади середньовіччя. І лише з верхівок пагорбів чи з вікон і галерей надають можливість споглядати перспективи чи навколишні панорами, переводячи погляд з рукотворного і симетричного саду на хаотичну природу за мурами рукотворного саду.

## Сади Рима на зламі 15-16 ст
Папський Рим з декотрим запізненням стає повноцінним центром доби відродження. Раніше за Рим таким центром стала Флоренція. Флорентійці оселяються в Римі, але не асимілюються, мешкають в своєму кварталі і навіть мають власні храми. Вони здебільшого і переносять у папську столицю ідеї і настанови відродження. Папський Рим іде шляхом не стільки вихованням, скільки шляхом запозичення талановитих майстрів-носіїв нової ідеї з усіх усюд. Папа римський Миколай V, Леон-Баттіста Альберті, кардинал Віссаріон Нікейський, Донато Браманте — освічені й авторитетні діячі відродження не були римлянами ні за народженням, ні за походженням.
Рим на початку 15 ст. зберігає багато чого з середньовіччя. Цілком це стосувалось і садів. Навіть сади пап чи кардиналів (багатіїв з великими грошима, можливостями і дозвіллям) були практично середньовічними (hortus conclusus — закритий сад, сад відокремлений).
У 15 ст. в Римі з заплутаним, середньовічним розплануванням і безліччю руїн виникає прагнення відновити місто, відновити поруйновані споруди. Ідея відновлення не забувалась, стала традицією, що привела до планів вибудувати і новий собор Св. Петра, і до прагнення реконструкції самого Риму. Програма Реновація Рима (Renovatio Roma) на століття стане програмним документом, а реалізація програми згодом приведе до виникнення барокового Рима і пишного центра католицизму в 17 ст. На цьому тлі зміни прийшли і у середньовічні римські сади. Але дійсно перший сад доби відродження виник лише на початку 16 ст. і його автором був Донато Браманте, теж неримлянин.

## Сад у дворах Ватикана роботи Браманте
Донато Браманте так реконструював внутрішні двори Ватикана, що з трьох його терас можна було спостерігати за церемоніями в нижньому дворі. Побудова на єдиній осі, симетрія, велич пропорціонування, партери і сходинки декоративних садів Браманте справили на сучасників надзвичайне враження. Принципи Донато Браманте були творчо розвинуті. І вже нові римські палаци та заміські помешкання князів церкви були перетворені на палацово-паркові ансамблі (Вілла Мадама Рафаеля Санті, вілла Джулія Джакомо да Віньоли). В грандіозні, феєричні ансамблі перетворені італійські сади в помешканнях Іпполіто д'Єсте, у родини Альдобрандіні (Вілла Альдобрандіні), що передували велетенському саду в Версалі.
На створення реальних садів і парків в 16 ст. почали активно впливати посібники і підручники зі світлинами по створенню декоративних садів. Відповідні підручники з гравюрами планів буди надруковані в самій Італії (Себастьяно Серліо, IV книга з архітектури, 1537 рік), в Британії (Томас Хілл, 1563 рік), в Нідерландах (Ганс Вредеман де Вріс, 1583 рік) та інші.

## Галерея

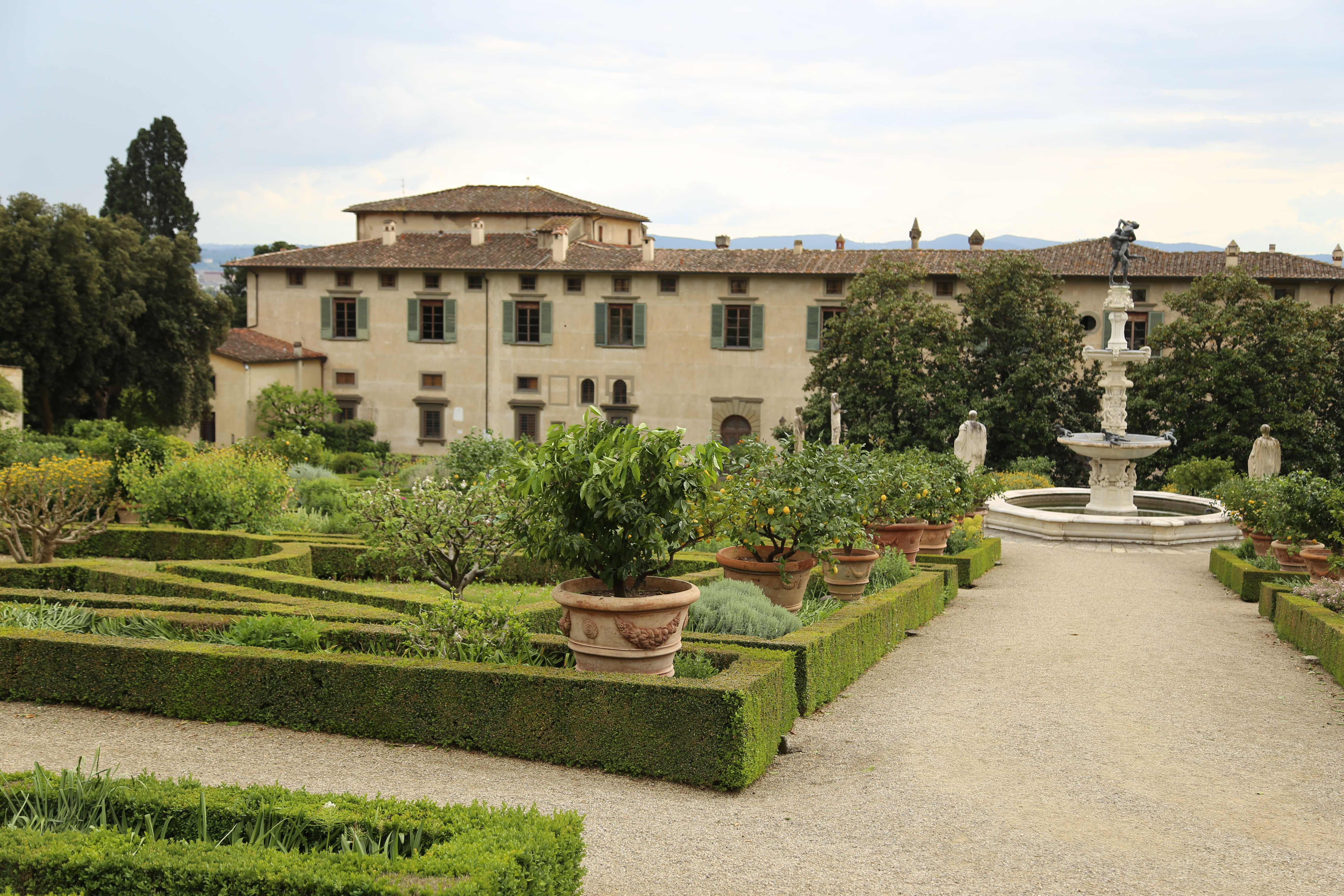
Вілла Кастелло неподалік Флоренції, палацик

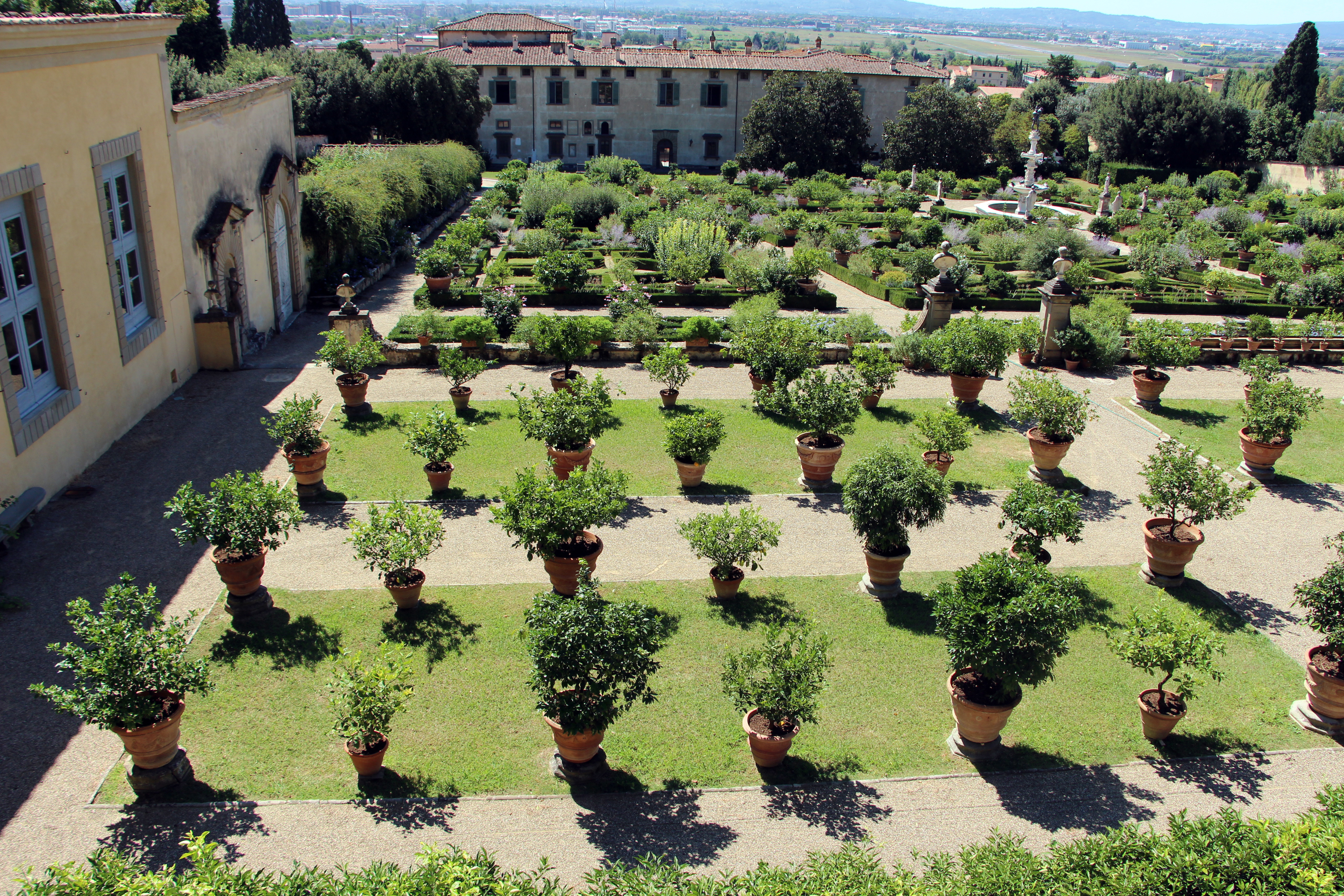
Сад, горщикова культура

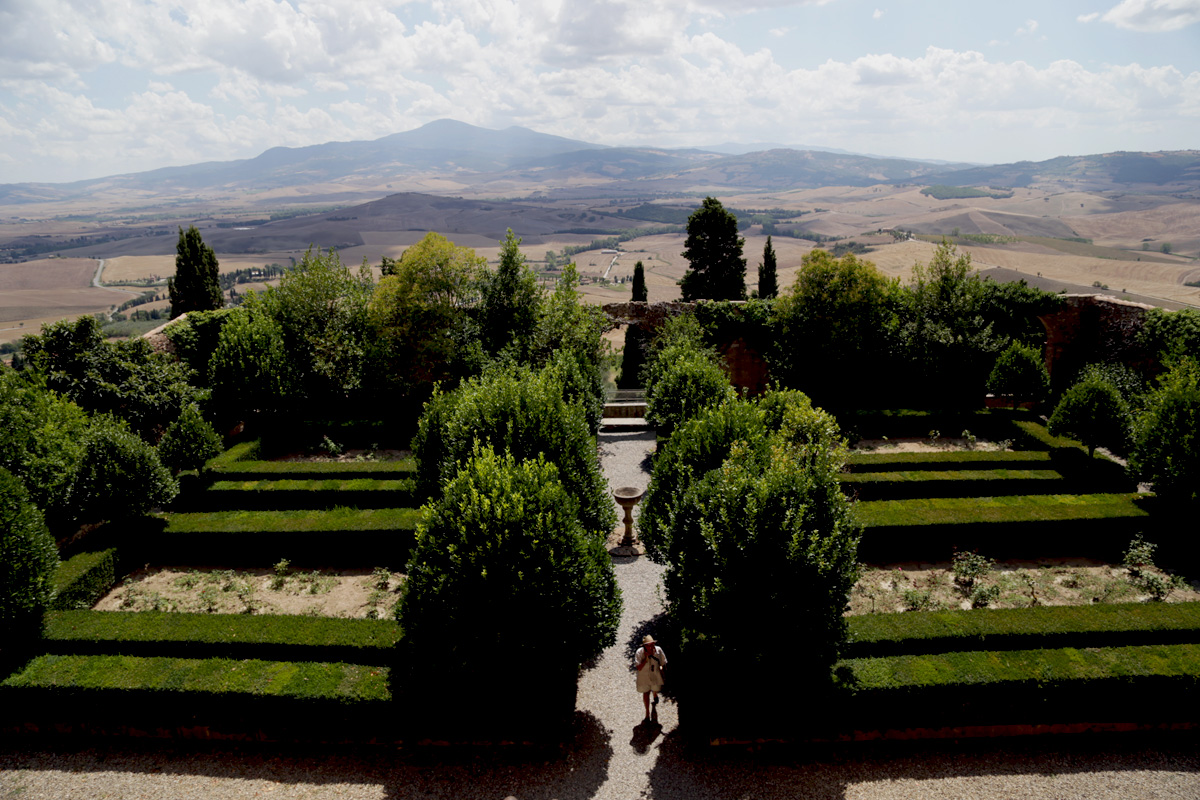
Сад палацу Пікколоміні у місті П'єнца
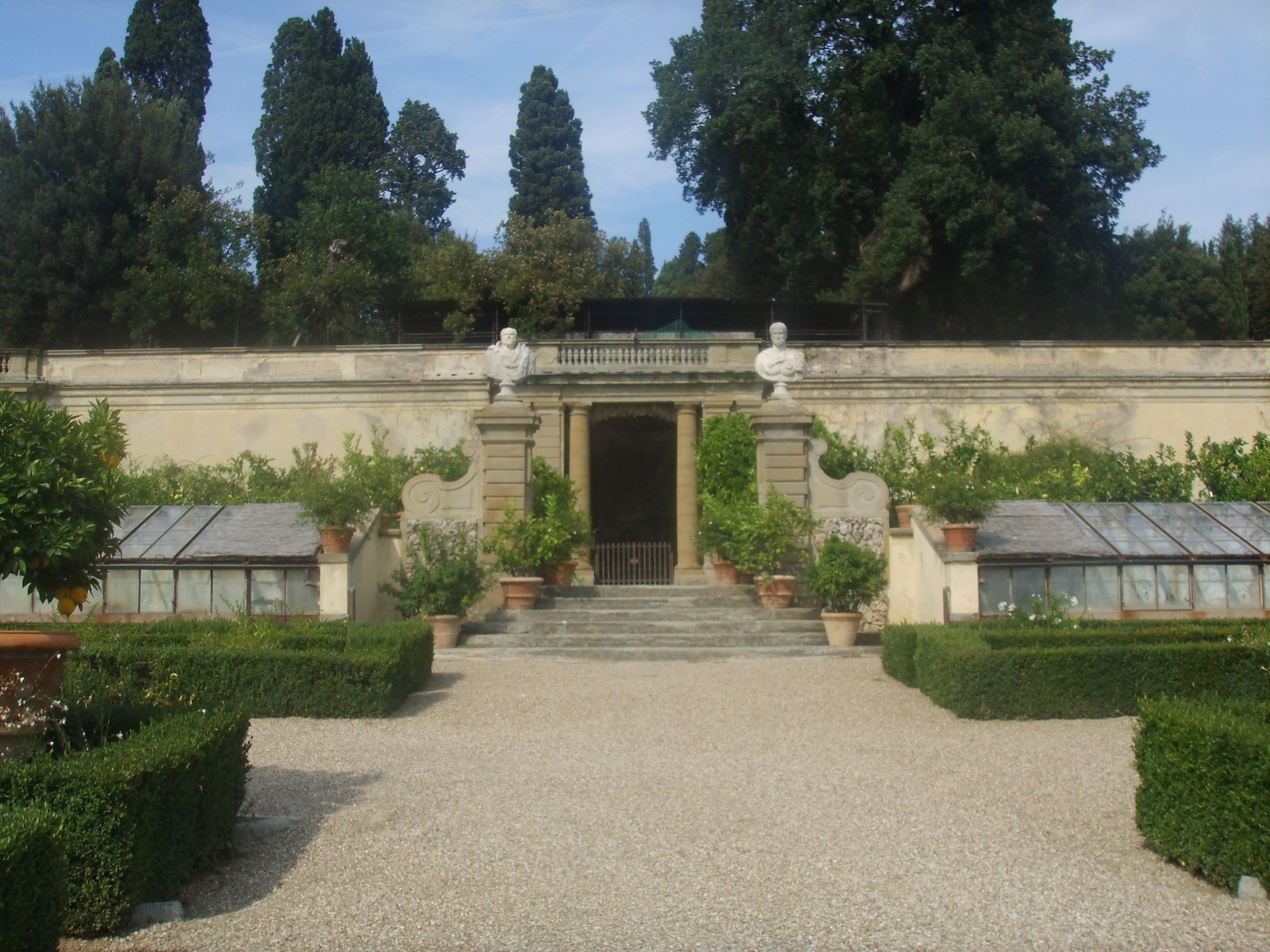
Вілла Кастелло неподалік Флоренції
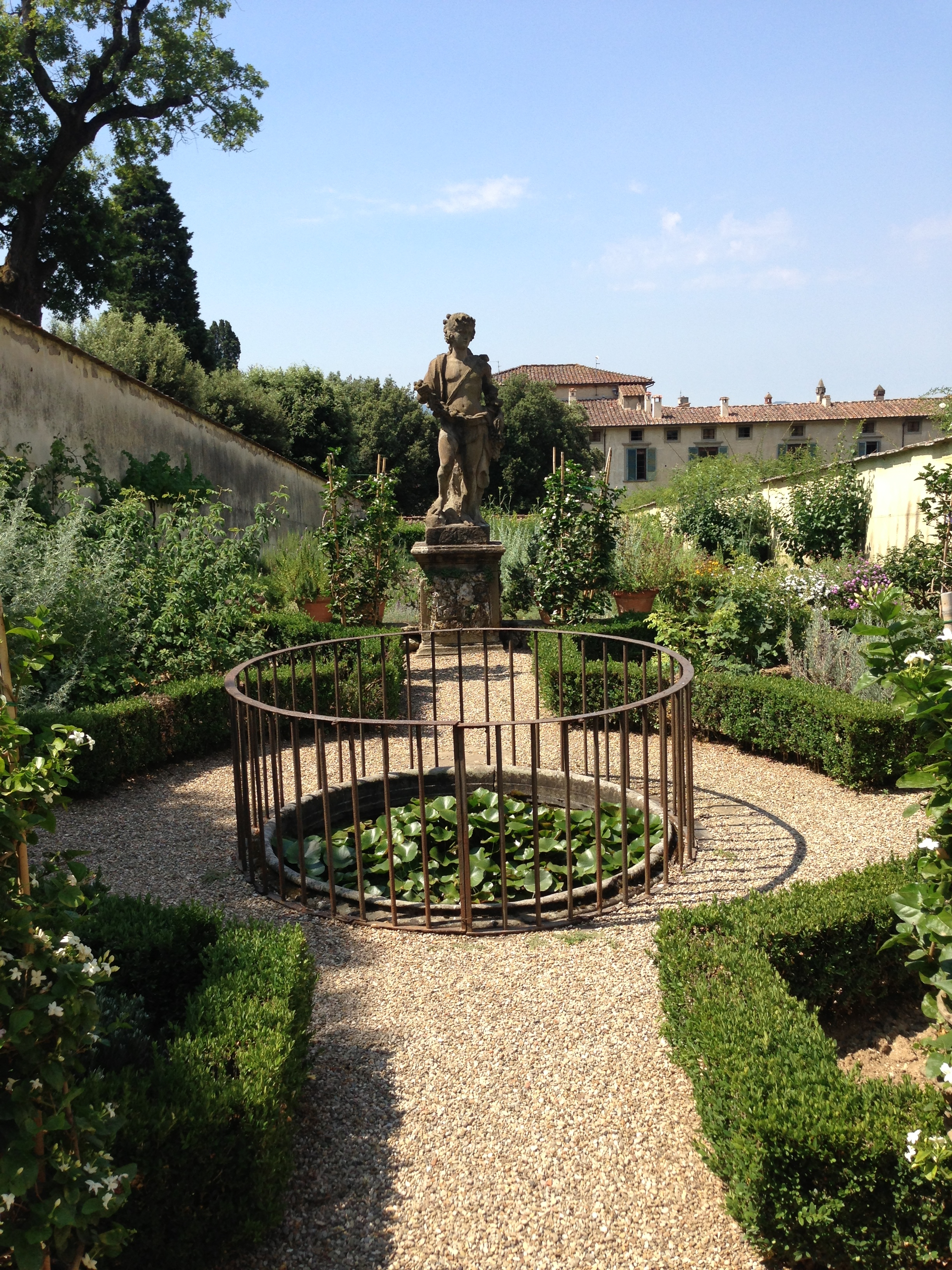
Вілла Кастелло, куточок саду відродження (так званий секретний сад)
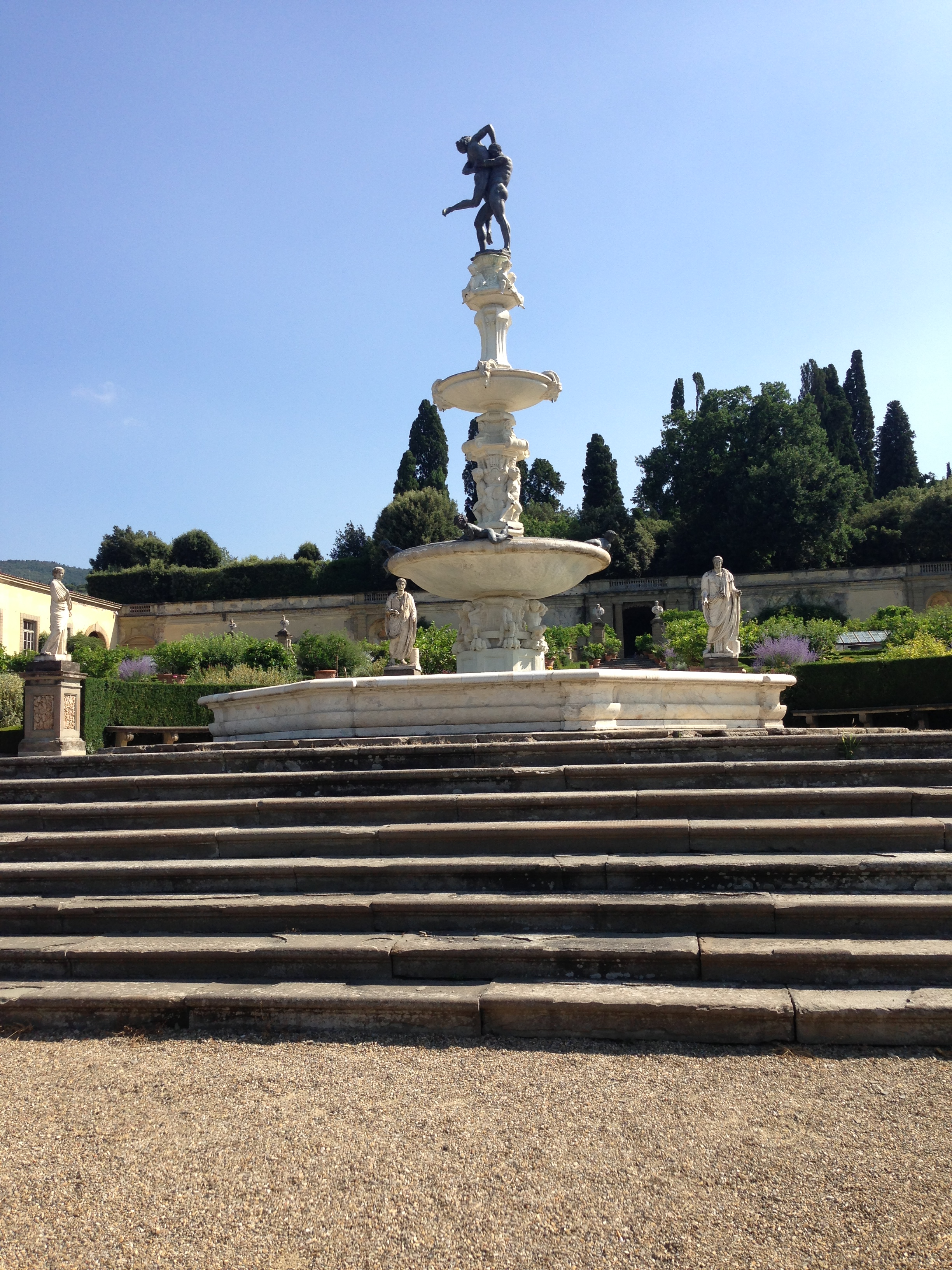
Вілла Кастелло, фонтан «Двобій Геркулеса з Антеєм»
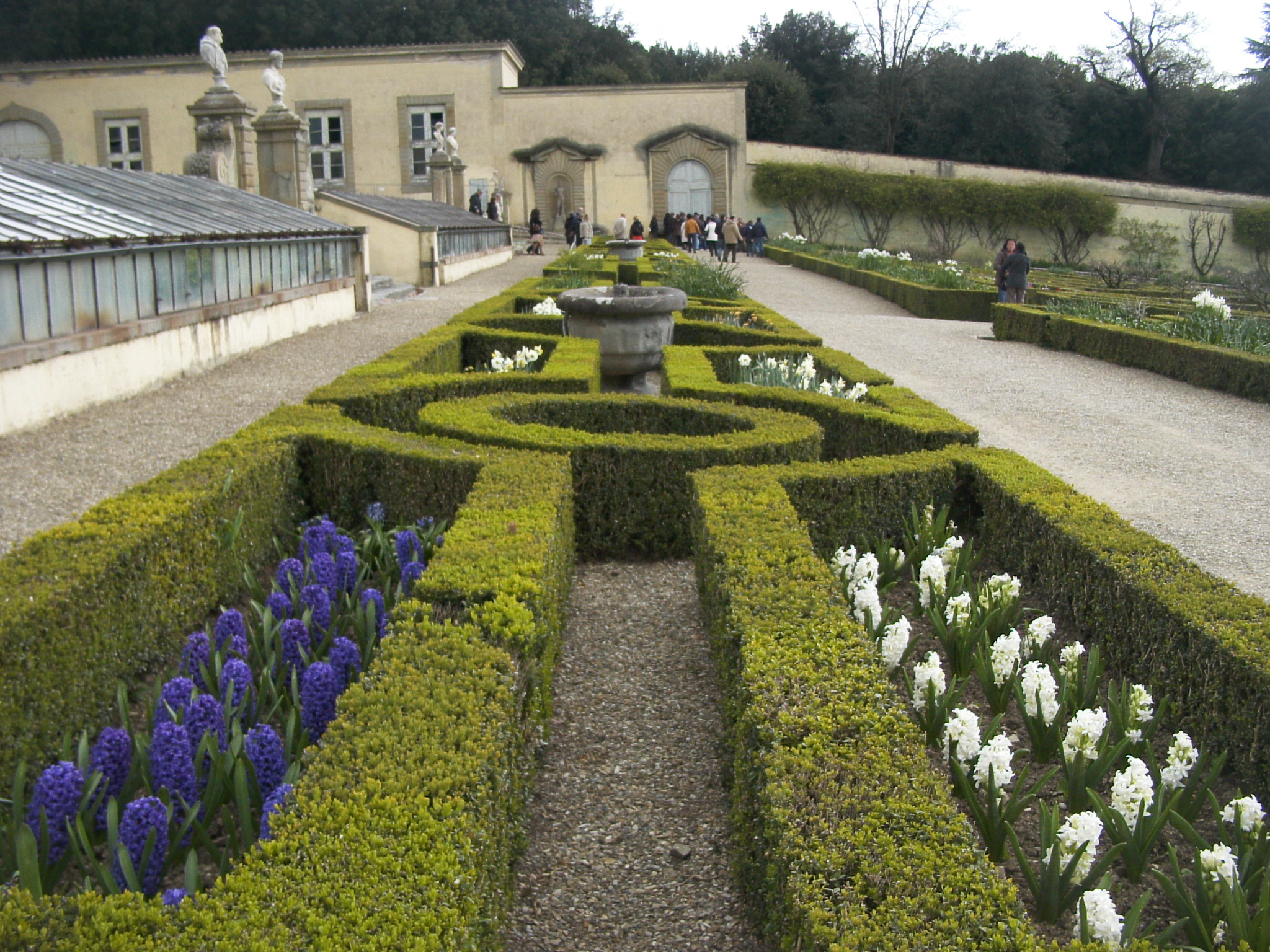
Куточок відновленого саду відродження, фото 2014 р.

## Італійські сади доби маньєризму

Пінтуріккіо, «Папа римський Александр VI Борджа», фреска, фрагмент

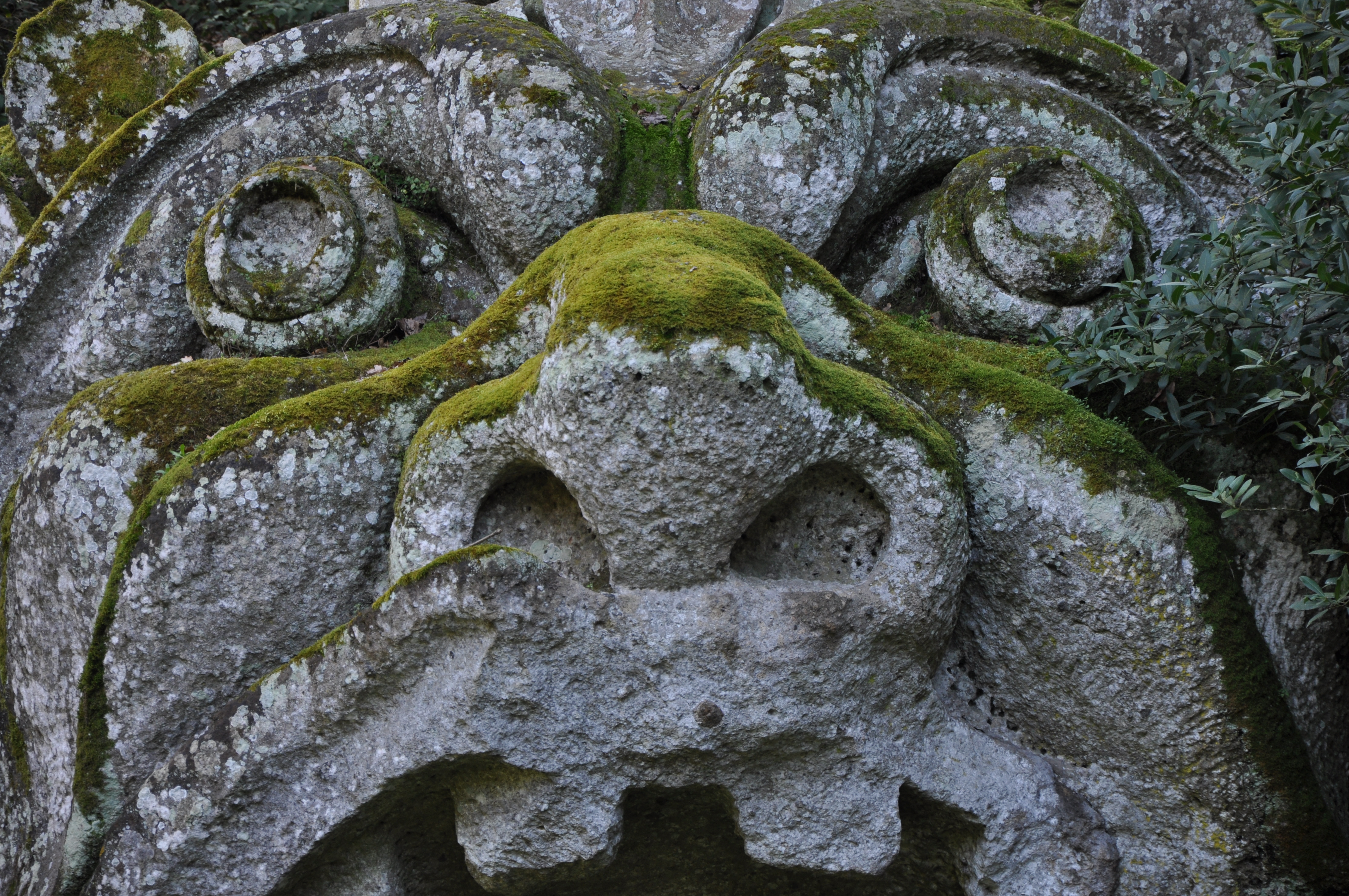
Парк Священний ліс. Скульптура чудовисько

Природа і мистецтво по різному існують в ідеологічних схемах відродження та маньєризму.
Майстри відродження активно використовують природні форми, напружено працюють зі спогляданнями над натурою, відбирають найкращі природні зразки, трохи підтягують їх до модного ідеалу і переносять ці образи у мистецтво. Звідси рівновага, краса форм і печатка модного ідеалу навіть в портретах негідників, злодіїв і посадовців-шахраїв, не оминаючи і злодіїв серед римських пап, їх родичів чи оточення (Пінтуріккіо, «папа римський Александр VI Борджа», Рафаель Санті, «папа римський Юлій ІІ», Анонім, «Портрет Чезаре Борджа» в палаці Венеція). Рівновага, проробленість форм, селекція і покращення природних форм притаманні і італійським садам доби відродження.
«Природа» і «мистецтво» в маньєризмі представлені інакше, неврівноважено і негармонійно. Природа розглядається як мистецький акт верховного Бога, а митець маньєризму рахується з цим, але волає активно змінювати форми і змісти і переносить змінені (драматизовані, огрублені, деформовані) форми і змісти в твори мистецтва заради збільшення їх виразності і більшого впливу на глядача. Італійці навіть запропонували новий термін для творів маньєристів — «грубі красоти». Ці настанови були перенесені і в сади маньєризму. Ставлення до творів першої генерації маньєристів Італії було різним — від поваги і визнання авторитета (Мікеланджело Буонарроті) до підозрілості, цензурування і могутнього контролю через дозволи і заборони (Тридентський собор). Акт творчості для митця-маньєриста є суперництво з природою, активна її деформація, звідки логічно виникає крайній індивідуалізм наново запропонованих форм і змістів. Успіхи реформації, поява протестантизму і спровокували католицьку церкву на реальні репресії, агресію, могутність контролю через дозволи і заборони, серед іншого і на мистецтво італійського маньєризму.
Маньєризм в садах і архітектурі розквітнув у периферійних князівствах на кшталт Феррари, Мантуї чи Парми, де в культурі були значні домішки середньовічного світогляду з культом лицарства, насилля, військових перемог і уявами про герцога як «батька держави». Саме в італійських провінціях працюють емігранти-маньєристи з папської держави (Джуліо Романо, Джорджо Вазарі та інші.)
Сад маньєризму швидко підключили до пропаганди і уславлення могутності чергового герцога і його васалів. Справити сильне враження фантазійністю декору і протиставленням природним формам — форми надприродні стає головними завданнями в садах маньєризму. Їх помітно менше, ніж садів відродження, їх замовляють або володарі дрібних князівств, або окремі багатії (Парк Священний ліс). Сади маньєризму співіснують з садами відродження, але збільшуються у розмірах і відмовляються від рівноваги і симетрії розпланування. Плани — ускладнюються, а сад помітно театралізується майже до ірреальності. В саду маньєризму наскрізна алея і традиційні прямі доріжки ускладнюються додатковими чи зникають, замість них може бути хвиляста спіраль, що веде від пагорба до пагорба, від ділянки до ділянки з черговим павільйоном, скульптурою, фантазійним об'єктом.
Сад маньєризму може обслуговувати як світського володаря (і тематика саду — світська), так і монастир, тоді він навмисно христианізується. Фантазія паркобудівника-маньєриста не обмежена ні в картині олійними фарбами, ні в типі самого саду маньєризму, ні в типі прочитання його змісту-тематики, котрих може бути скільки завгодно (алюзії на Рай, Золоте століття, Аркадію, Парнас, Академію, магнатський сад доби Стародавнього Риму …) Розв'язання загадковості саду маньєризму стало найпривабливішою його якістю, що обмовило їх відновлення через століття і навіть створення нових інтерпретацій в 20 столітті (сад Ла Скарцуола (архітектор Томазо Бузи (1900—1981).
Низка якостей саме італійських садів маньєризму була активно запозичена пізніше і перейшла у сади доби бароко.
Але не пропав безслідно і інтимний сад відродження з маломіцним фонтанчиком і маленькими партерами. Цей тип декоративного садка перейшов у садівництво Нідерландів і Англії, був збагачений середньовічними рисами і зажив власним життям, наче забувши італійське коріння.

## Галерея обраних фото саду в Бомарцо (парк Священний ліс)

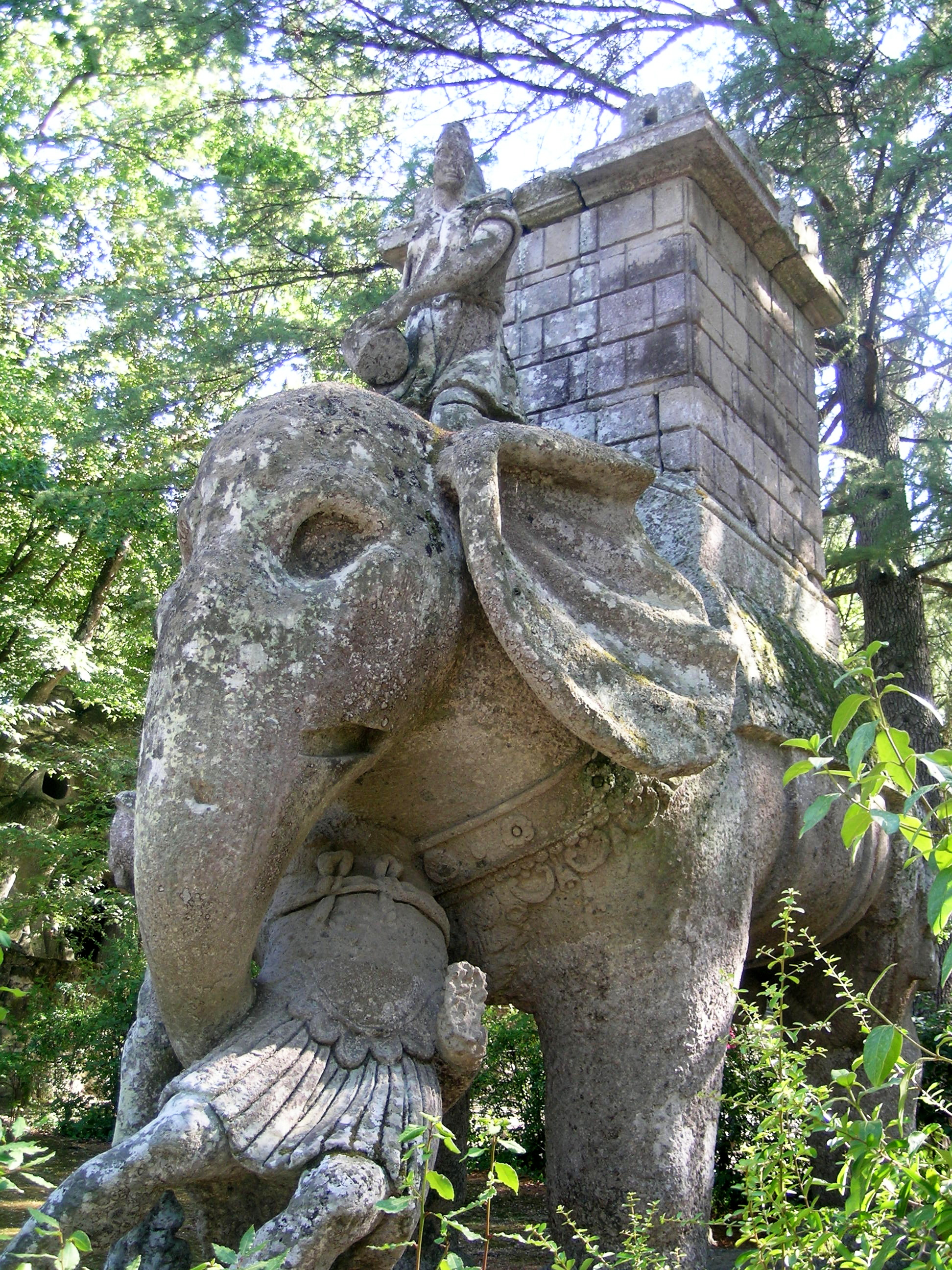
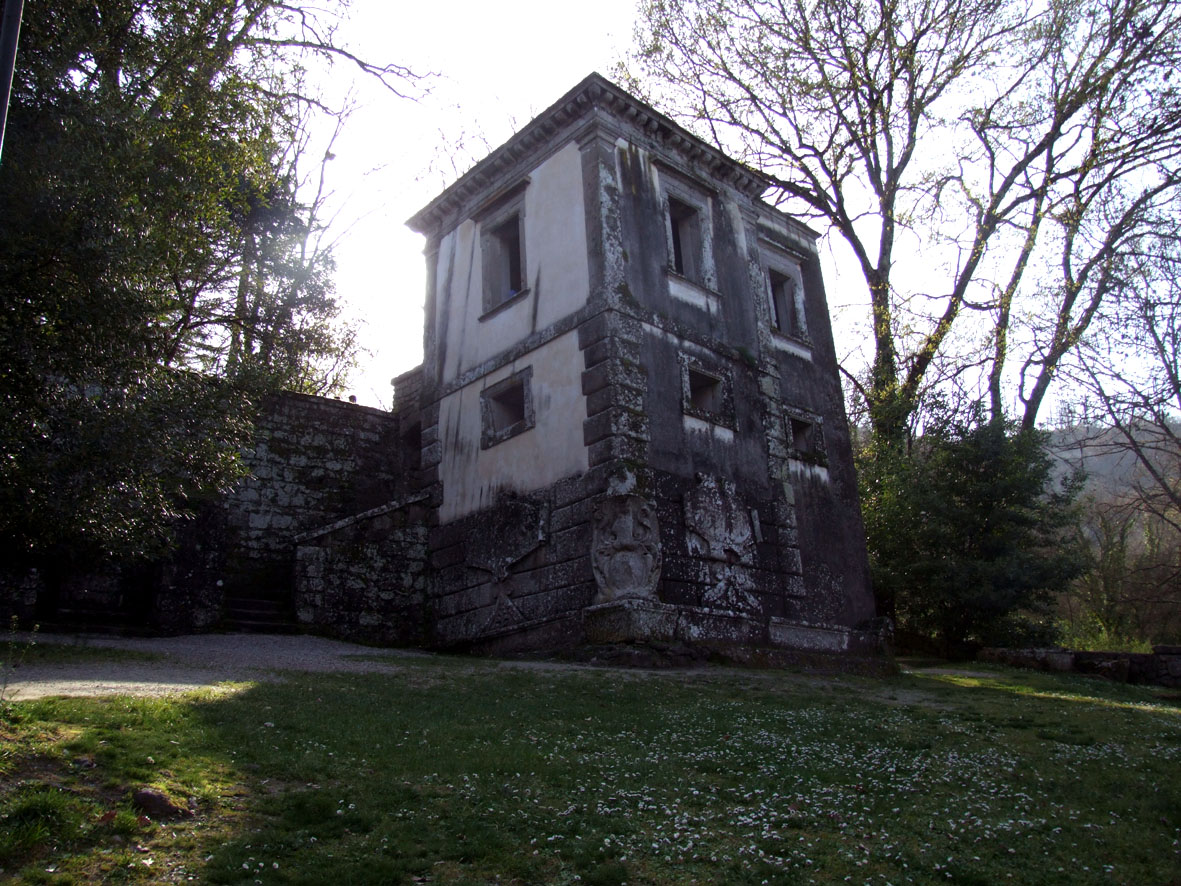
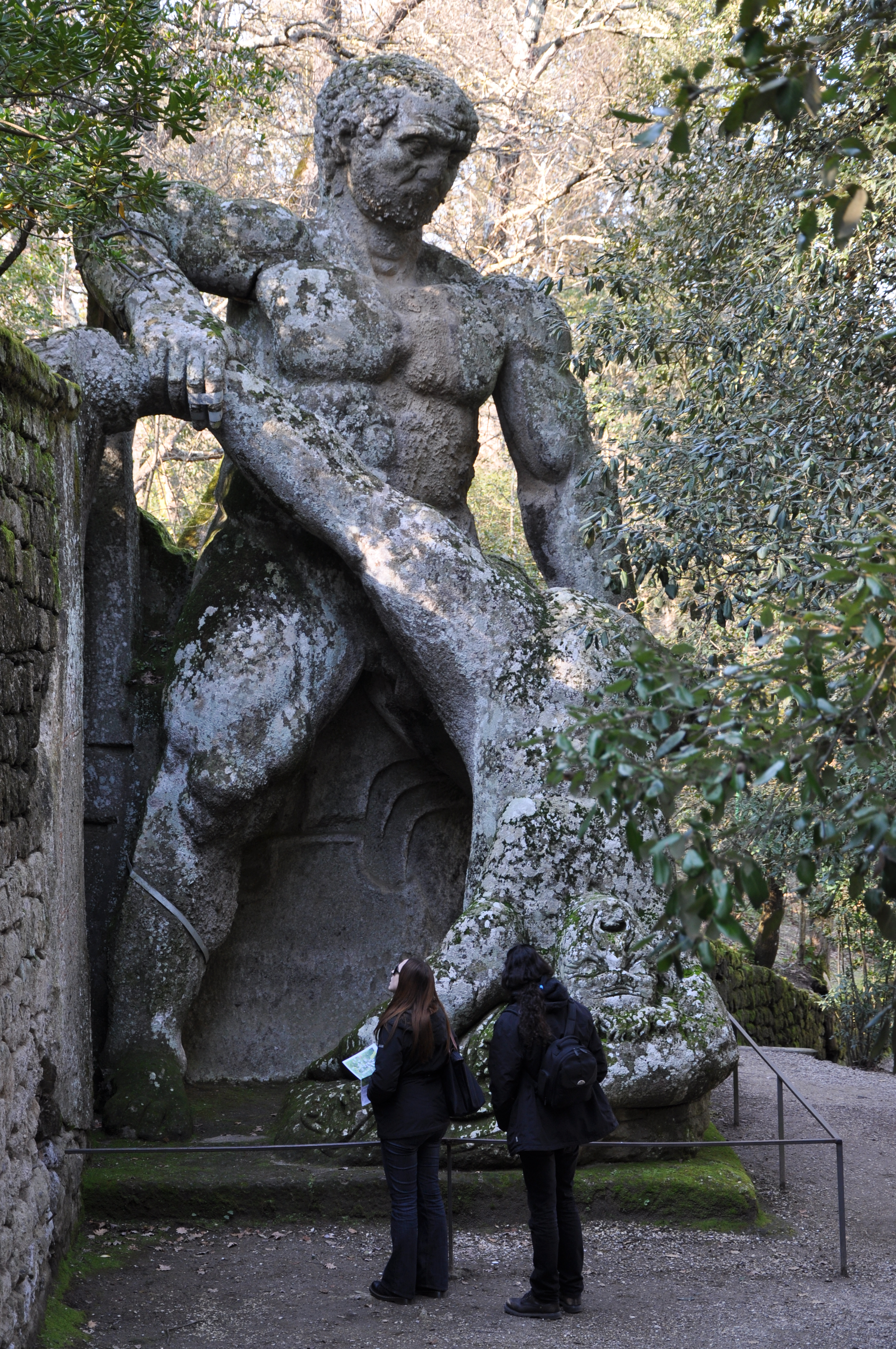
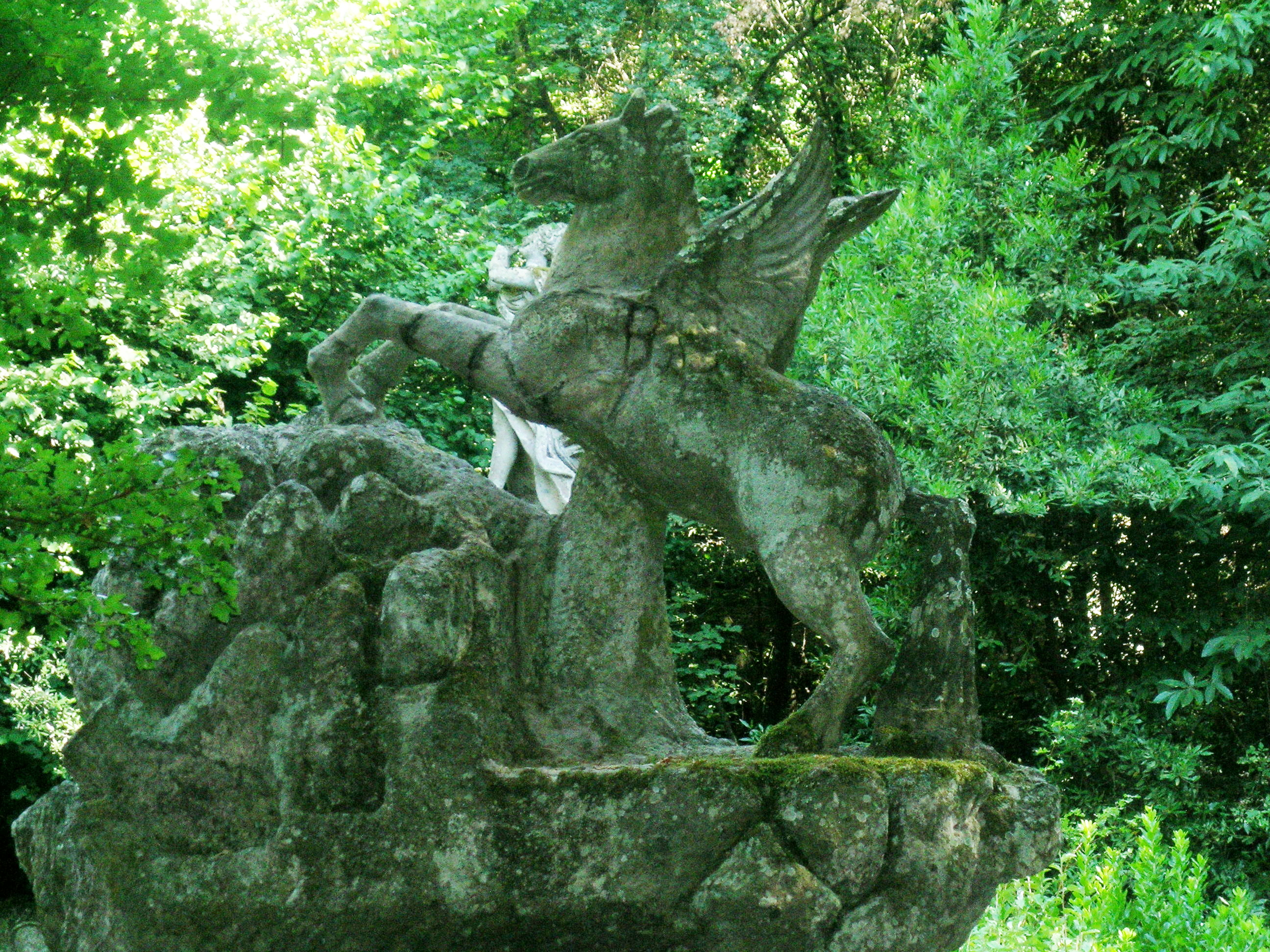
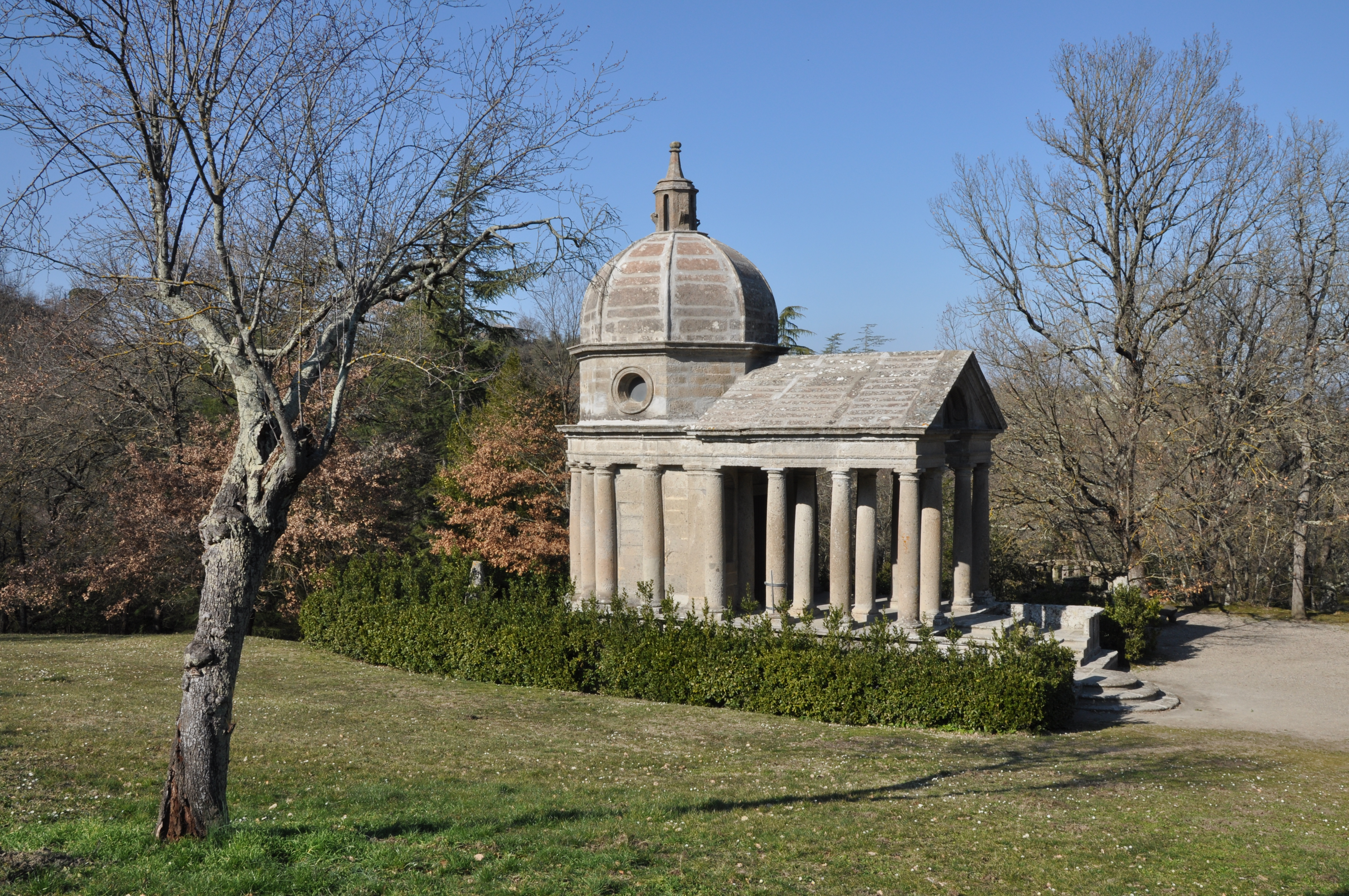
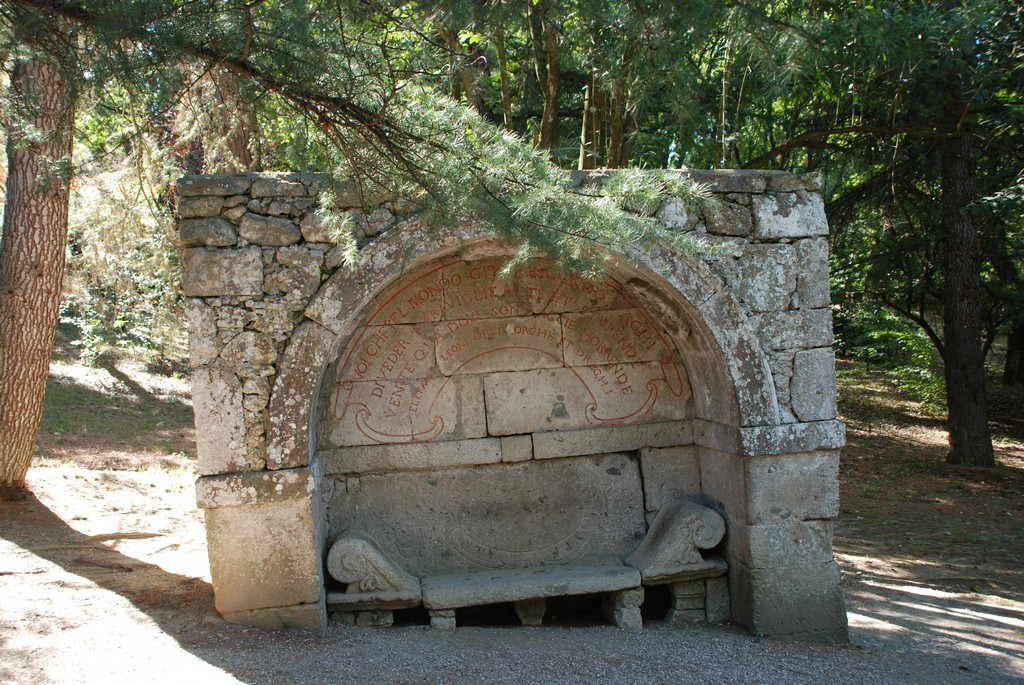
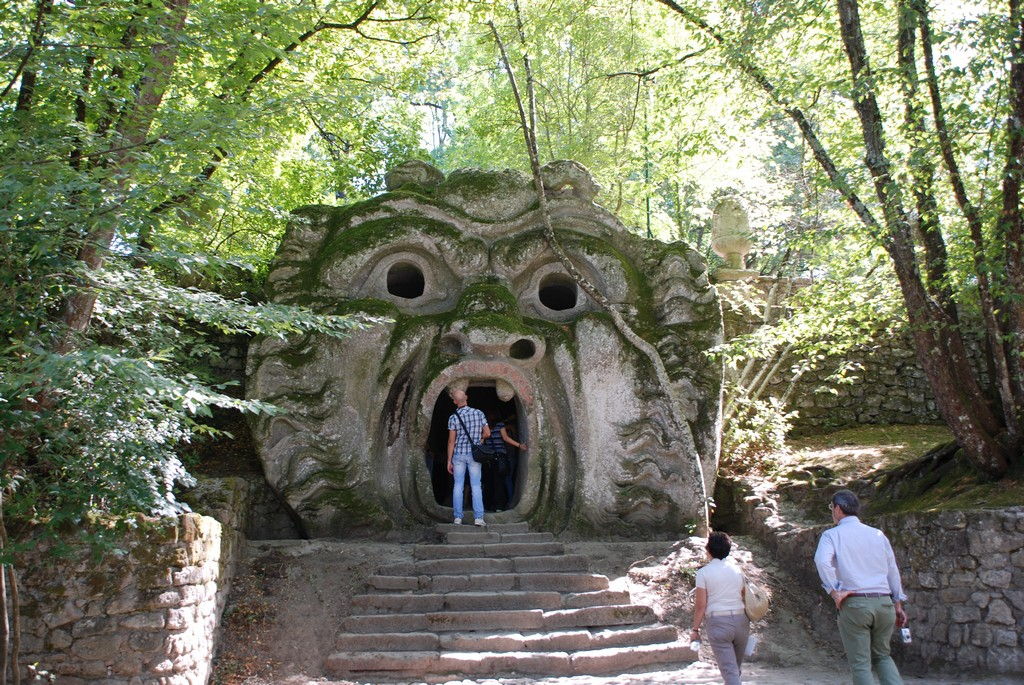
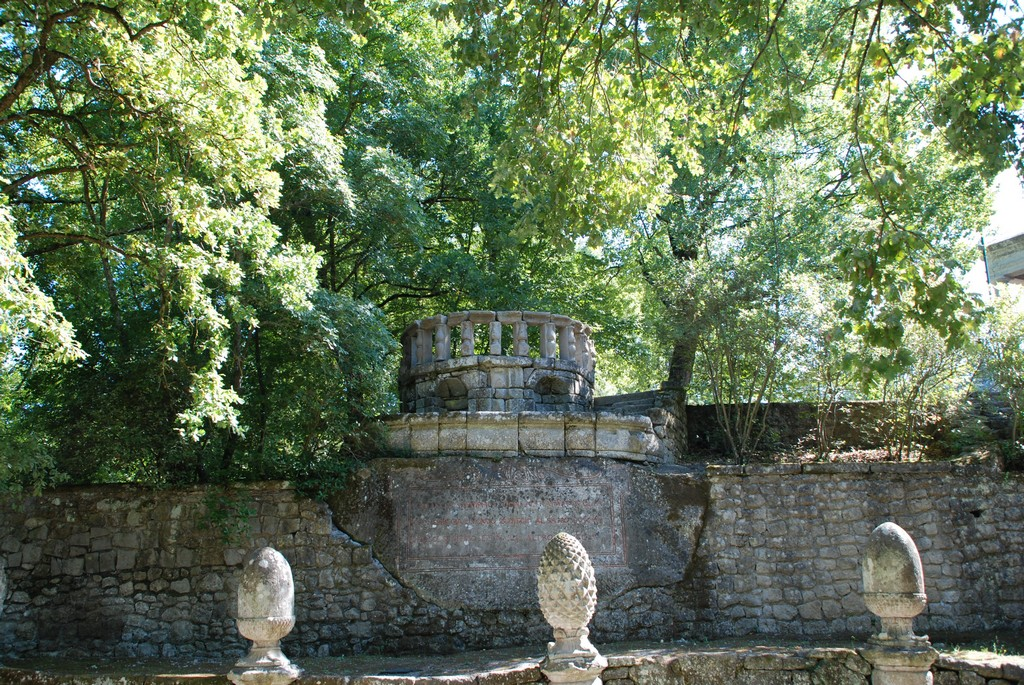

## Декоративні сади Венето (терраферма Венеціанської республіки)

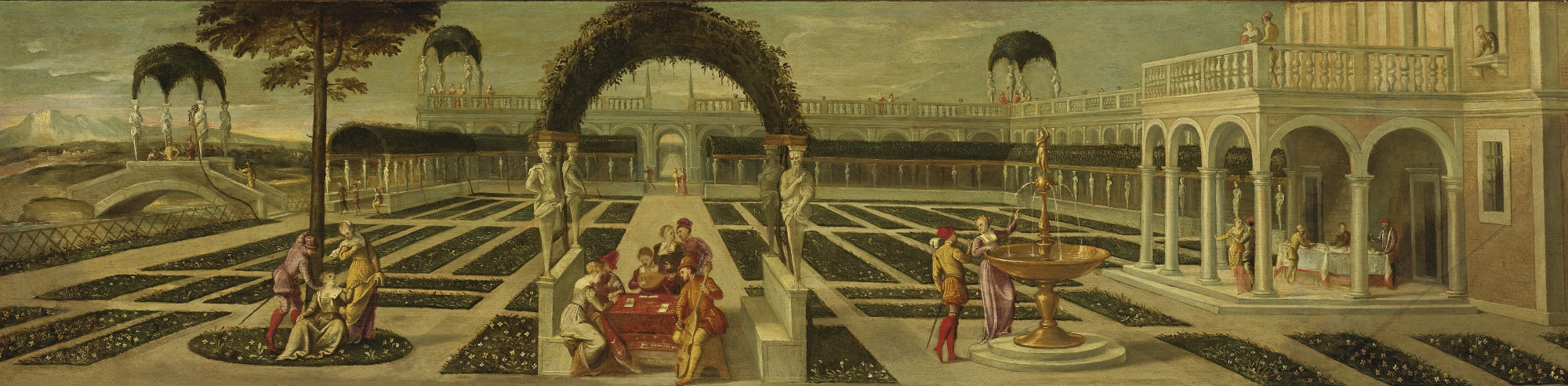
Венеціанська художня школа (анонім середини 16 ст.). Венеціанський « Садок доби відродження (картина)», бл. 1560 р.

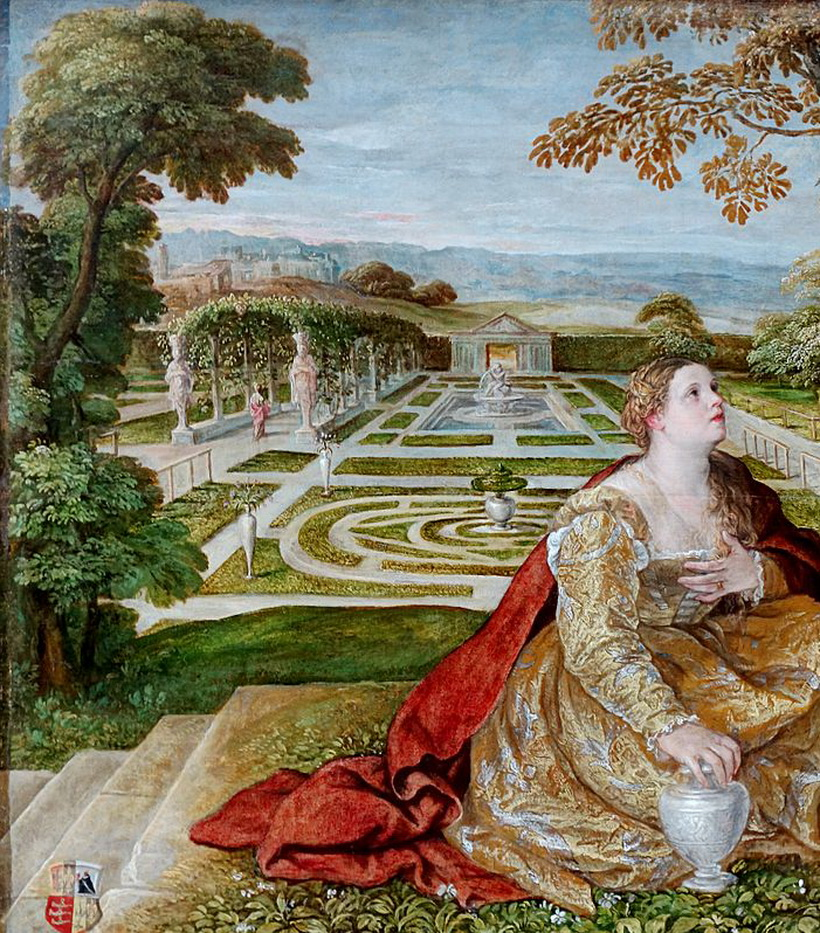
Ламберт Сустріс. картина «Христос садівник», фрагмент з Марією Магдалиною і декоративним садом, до 1560 р.

Венеція мала власні темпи розвитку культури. Відродження прийшло у Венецію і на терраферму помітно пізніше, ніж у Флоренцію. Зате затрималось тут найдовше, свідоцтвом чому є пізні твори Тиціана, Паоло Веронезе, дещо менше Тінторетто. Сади на террафермі мали середньовічний характер майже все 15 століття. Умов для виникнення садів в самій Венеції не було через надзвичайний брак вільних земельних ділянок, використаних для житлових будинків. Сади отримують розвиток у континентальних володіннях Венеціанської республіки. Ранні сади на террафермі мали спрощене розпланування, невеликі розміри, були розмежовані парканом на декоративну частину (ділянку) і ділянку прагматичну з плодовим садом.
Відродження у Флоренції і Римі тісно пов'язане з аристократією, багатою і впливовою. Найтісніше пов'язаним з аристократією і обслуговуванням її потреб виявився маньєризм, що взагалі тяжів до палаців і палацового побуту. Венеціанські сади на террафермі мали такий же характер, пов'язаний з аристократією і їх облуговуванням, лише у спрощених формах і наближеності до сільської простоти. Землі на террафермі були заболоченими, що потребувало осушення і будівництва каналів для відведення зайвої води. На верхівках схилів будували заміські помешкання-вілли. Декоративні сади розміщали на схилах, де утворювали невисокі тераси. І архітектура вілл, і сади мали спрощений характер і нічим не нагадували венеціанські палаци. Репрезентативні риси мали хіба що садові павільйони, мармурова скульптура і розкішні стінописи у інтер'єрах (Вілла Емо). Земельні ділянки на террафермі — це перш за все великі плантації корисних рослин — винограду, кукурудзи тощо, і лише поряд помітно меншій декоративний садок для дозвілля.
- Вілла родини Емо (неподалік Тревізо). Вони володіли 200 га тільки заболочених земель. Ділянки осушили і насадили кукурудзу і виноградники, виготовляли вино і зерно, що йшло на продаж.
- Вілла Антоніо Рікарді. Мала стандартний ансамбль з малим садком, алеєю, обсадженою грабами і примітивної архітектури бельведером. Родзинкою декоративного саду став театр просто неба, що випадково зберігся до кінця 20 ст.
- Вілла прокурора Антоніо Барбаріго. Він узяв шлюб із багатою англійкою. Її звички вплинули на розпланування декоративного саду і створення паркових елементів, серед них — зелений лабіринт, що так полюбляли в Британії, вольєр для птахів як символ втраченого рая, декілька невеликих фонтанів.

З часом приходять перебудови і зміни, сади з рисами відродження насичують новими рослинами, ставлять нові скульптури. Сади отримують елементи і деталі то маньєризму, то бароко і стають конгломератом усіх попередніх мод.

## Садок доби відродження в образотворчому мистецтві

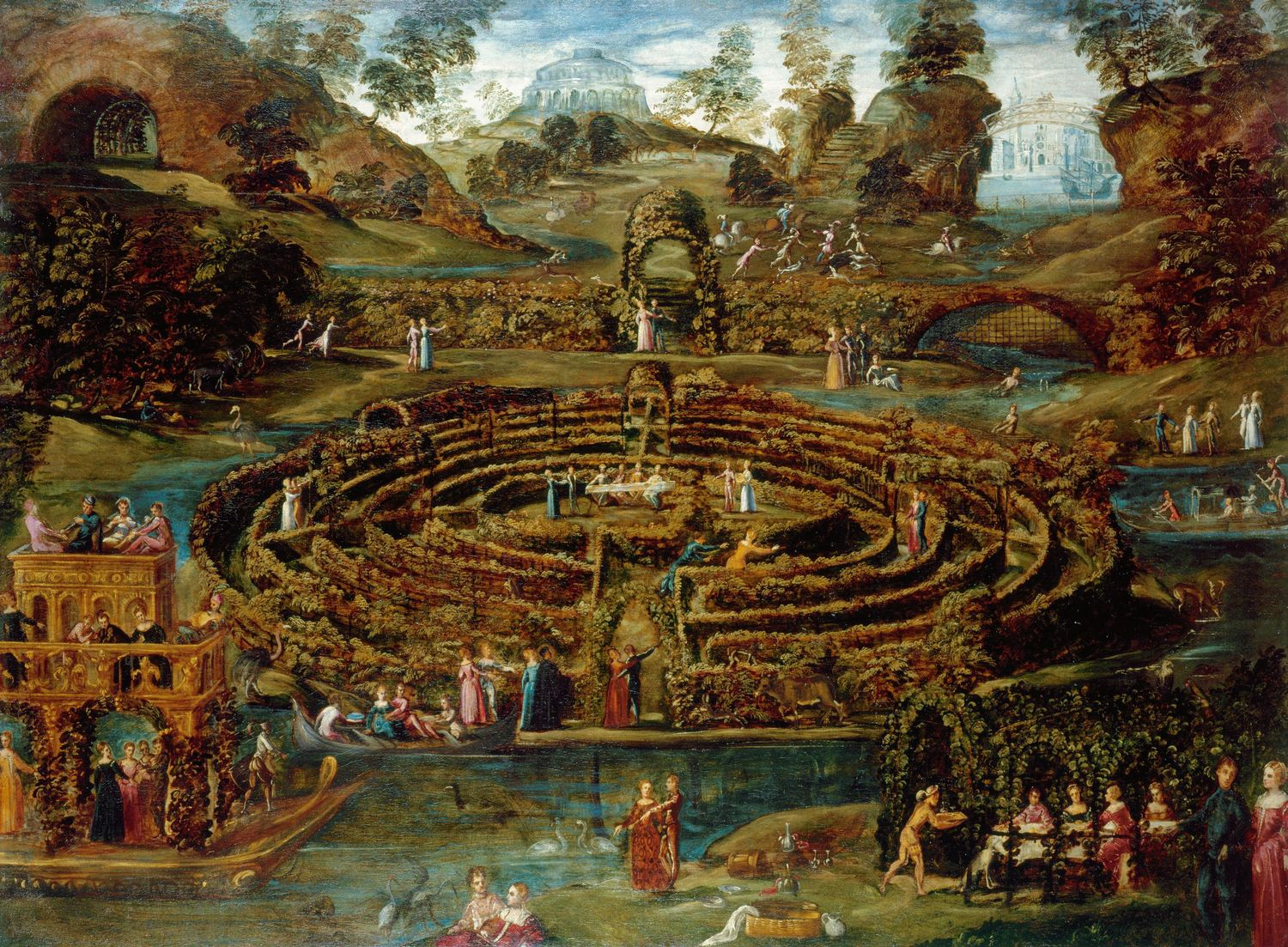
Лодовіко Поццосеррато. « Сад насолод з лабіринтом », до 1584 року. Палац Хемптон Корт, королівська колекція.
Каплиця Кампіанів, Львів. «Христос садівник» на тлі садка доби відродження на фасаді, кінець 16 ст.
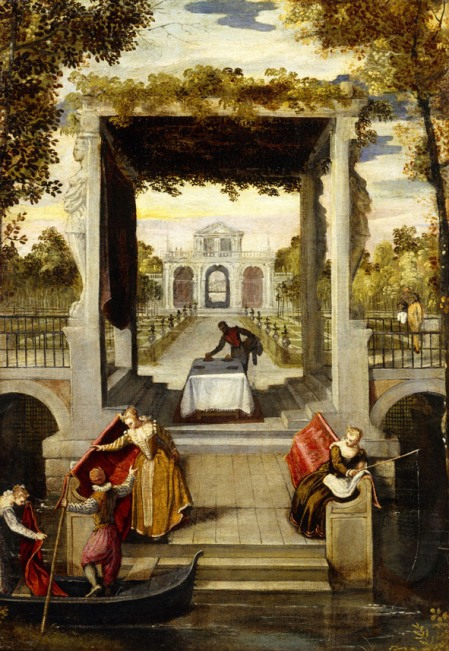
Бенедетто Кальярі. «Садок венецінської вілли», до 1580 р., Академія Каррара, Бергамо.
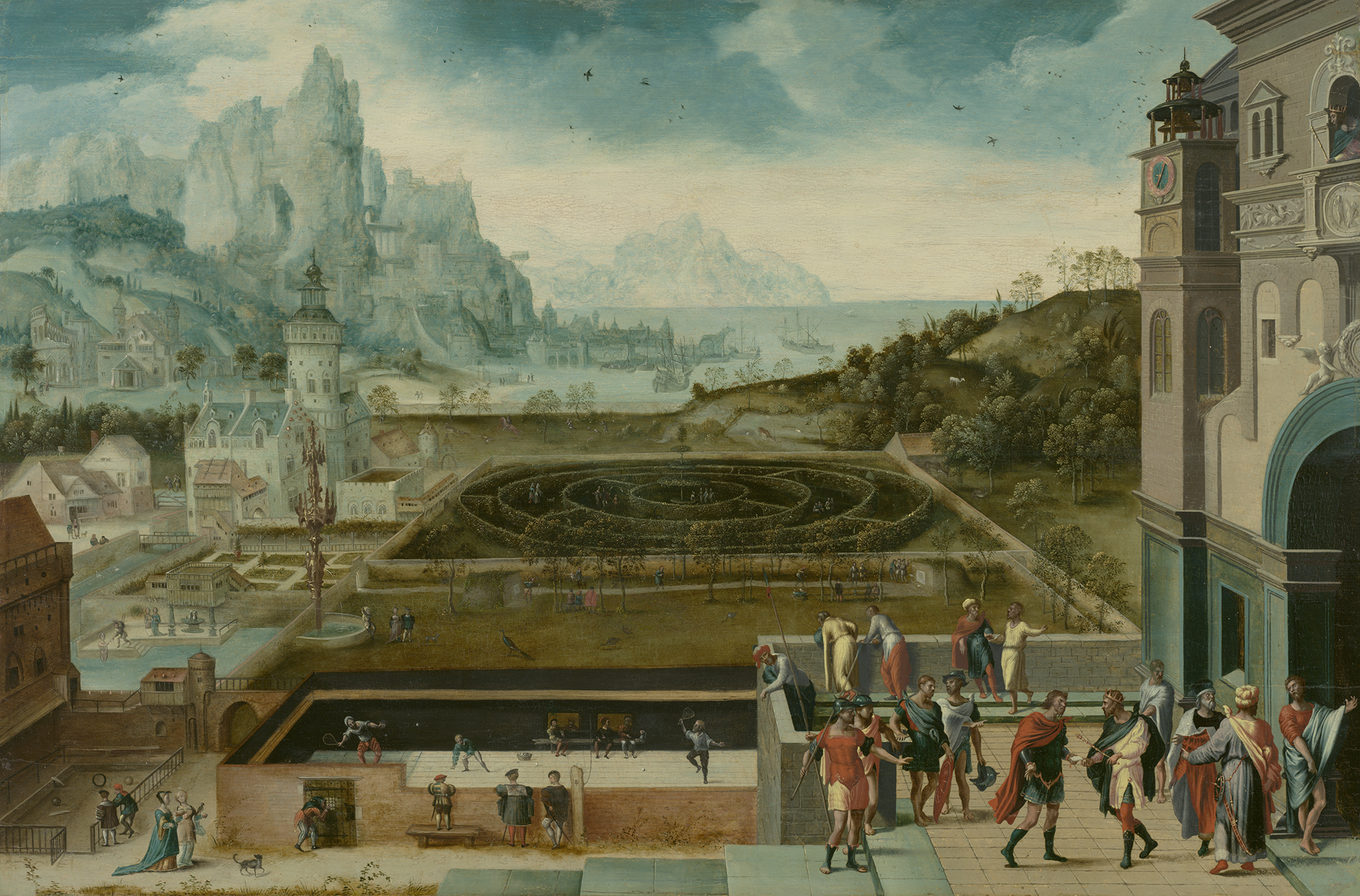
Геррі мет де Блес. Припалацовий садок з лабіринтом і майданчиком для ігор 16 ст. Музей Гарднер, Бостон.
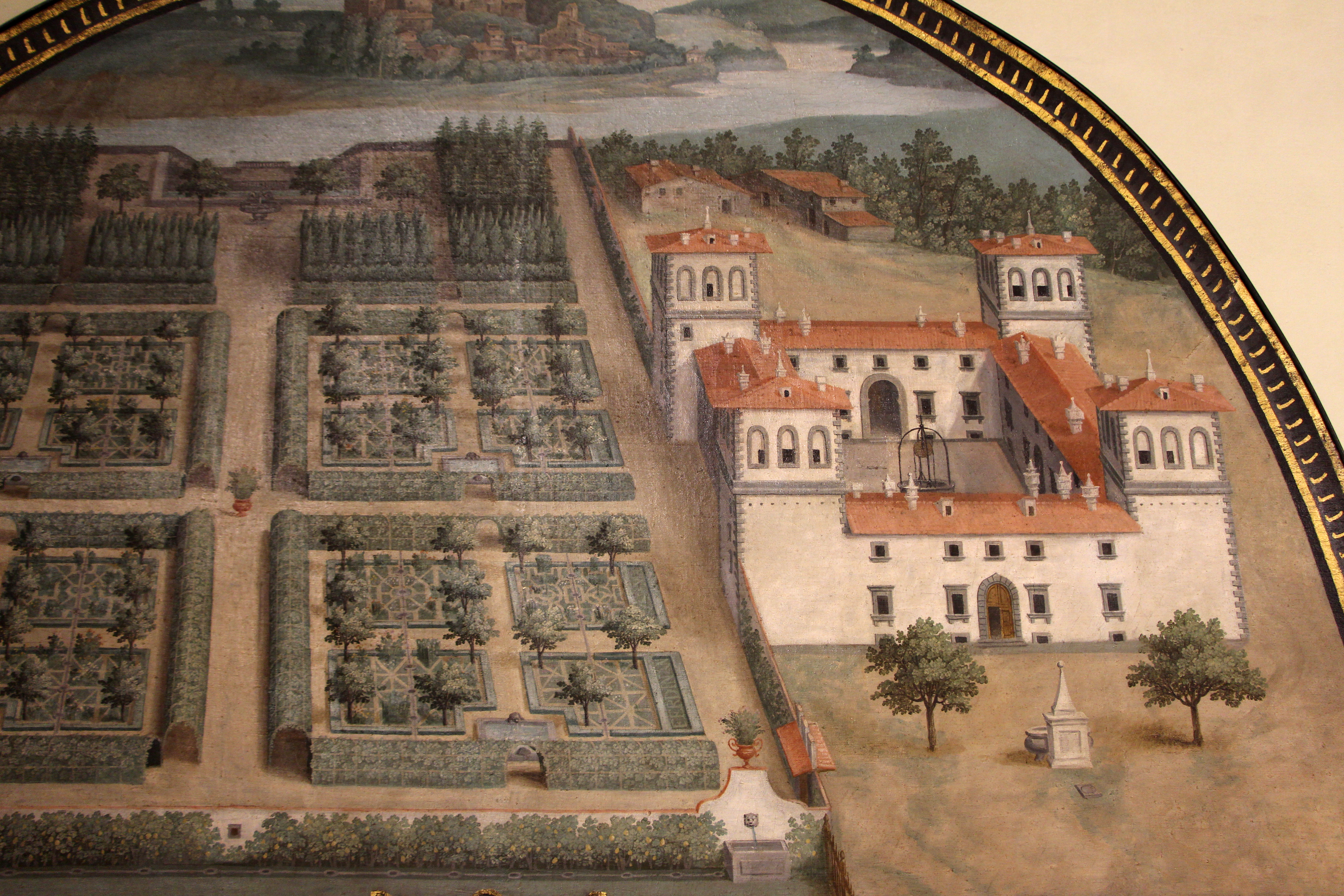
Джусто Утенс. Сад на віллі Петрайя родини Медічі. Фрагмент люнета.
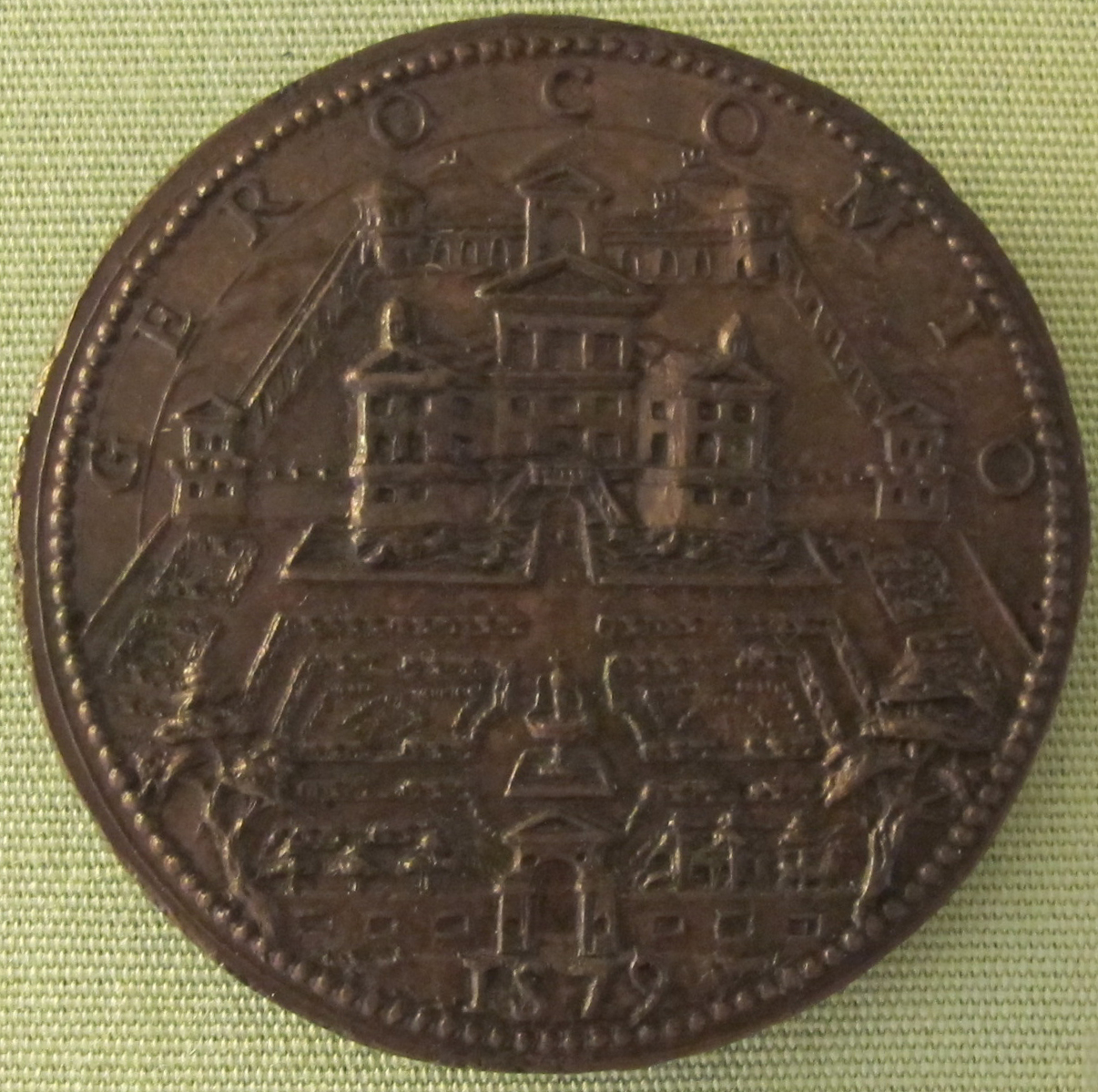
Медальєр Федеріко Коччіола. Медаль «Кардинал Просперо Сантакроче», аверс з зображенням вілли Герікоміо з садом у Тіволі, 1579 рік.
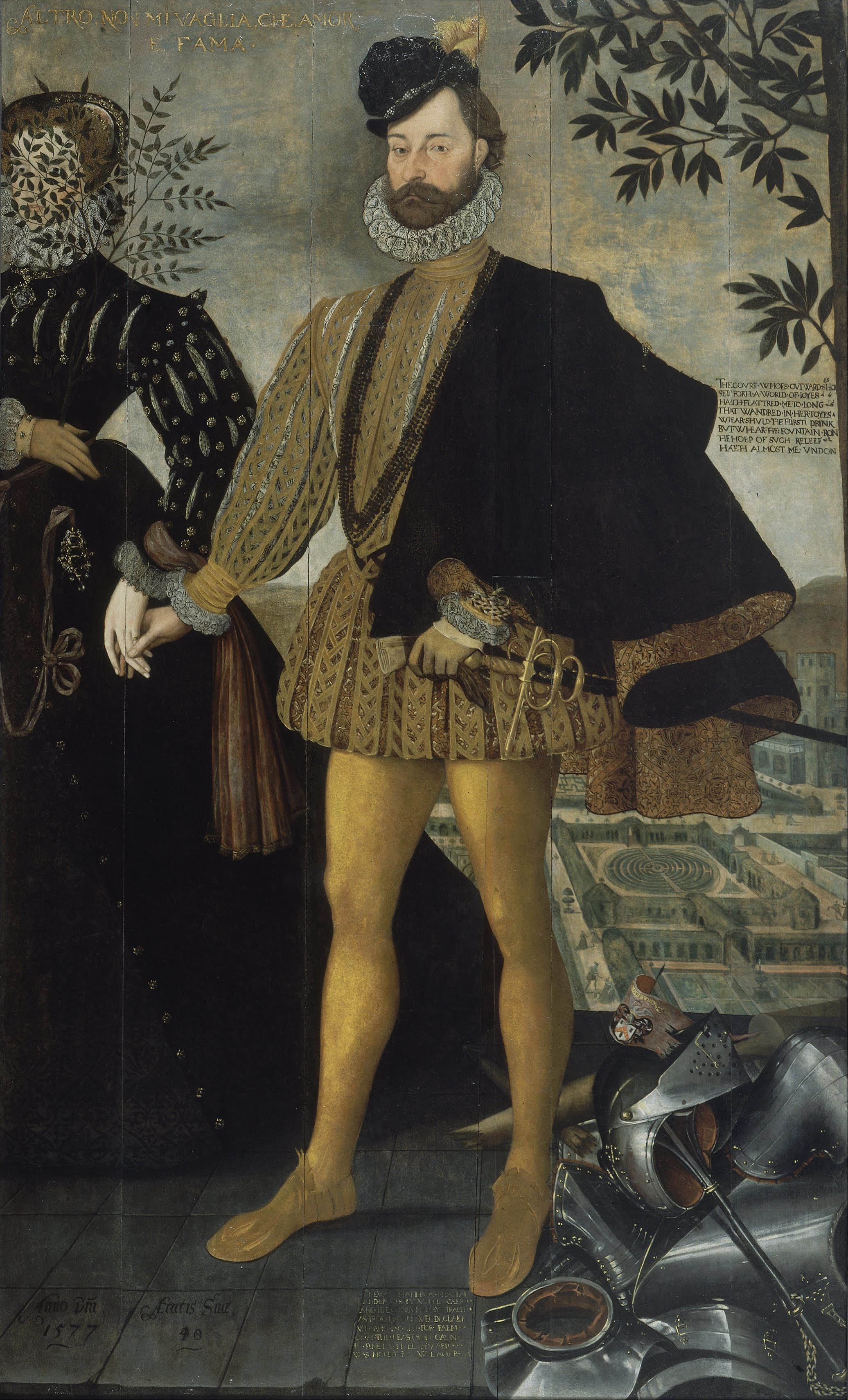
Сад доби відродження з лабіринтом (Портрет Джорджа Дельве), 1577 р. Галерея мистецтв Вокера, Ліверпуль